# Акамацу Норимура
Акамацу Норимура (яп. 赤松 則村, 1277 — 18 февраля 1350) — японский самурайский полководец периода южной и северной династий. Глава рода Акамацу. Также известен как Акамацу Энсин.

## Биография
Норимура был сыном Акамацу Сигэнори, главы рода Акамацу — самурайских полуразбойничьих отрядов 1-й половины XIII века из провинции Харима, главный центр которых находился в деревне Акамацу уезда Ако. Полководец имел 5 сыновей — Норисукэ-старшего (яп. 赤松範資), Саданори (яп. 赤松貞範), Норисукэ-младшего (яп. 赤松則祐), Удзинори (яп. 赤松氏範) и Удзиясу.
Акамацу Норимура пребывал в тесных связях с императорским домом Японии. Третий сын полководца, Норисукэ-младший, был приближённым императорского принца Моринаги. В 1332 году, когда японский император Го-Дайго призывал самурайских вождей свергнуть сёгунат Камакура, Норимура был одним из первых, кто откликнулся на этот призыв. Он выбил силы сёгунатского наместника, рокухарского инспектора, из замка Маяяма на территории современного города Кобе, чем заслужил высокий авторитет среди проимператорской партии. Однако восстание в том году потерпело поражение, а императора Го-Дайго сослали на острова Оки.
После удачного побега императора из ссылки в 1333 году, Норимура был одним из первых, кто встретил его в Хёго. В новом выступлении Акамацу получил привилегии быть в авангарде императорских сил. После свержения Камакурского сёгуната и реставрации прямого императорского правления в Японии, Норимура был назначен на должность военного губернатора провинции Харима. Однако он не смог противостоять интригам придворной фракции принца Моринаги и утратил эту должность.
Недовольный узурпацией столичными аристократами всех правительственных постов, Норимура присоединился к Асикаге Такаудзи, мятежному лидеру японских самураев, который выступил против придворного произвола и постепенно становился лидером самурайской оппозиции в стране. Вместе с ним он совершил поход на Киото в 1335 году, однако вскоре был вынужден оставить столицу под давлением императорской армии. После побега Асикаги на остров Кюсю, Норимура смог остановить преследовавшие его правительственные войска около своего замка Сирохата в провинции Харима. В 1336 году Такаудзи вернулся с Кюсю и совместно с Акамацу разбил императорские войска в битве при Минатогаве. После вступления победителей в японскую столицу, Асикага посадил на трон нового монарха, принял титул великого сёгуна, а Норимуре дал желаемую им должность военного губернатора провинции Харима. За заслуги во взятии Киото, сыновья Норимуры также получили должности — старший сын Норисукэ стал военным губернатором провинции Сэтцу, а второй сын Саданори — военным губернатором провинции Мимасака. Таким образом, были заложены основы мощности губернаторского рода Акамацу.
Норимура был покровителем буддизма. На том месте, где он впервые поднял войска по приказу императора в 1332 году, он возвёл храм Хоундзи.
Норимура умер 18 февраля 1350 года, оставив после себя потомкам богатое наследство. Его похоронили в киотском храме Кэнниндзи. В построенном полководцем храме Хоундзи в его честь была сооружена поминальная ступа. Буддийское посмертное имя Норимуры — Гэтан Энсин (яп. 月潭円心).